# Olmos Park (Teksas)
Olmos Park je grad u američkoj saveznoj državi Teksas. Prema popisu stanovništva iz 2010. u njemu je živjelo 2.237 stanovnika.